# امیرکندی
امیرکندی یک روستا در ایران است که در دهستان ارشق مرکزی واقع شده‌است. امیرکندی ۷۰ نفر جمعیت دارد.